# Xylopia involucrata
Xylopia involucrata este o specie de plante angiosperme din genul Xylopia, familia Annonaceae, descrisă de M. C. Dias și Kin.-gouv.. Conform Catalogue of Life specia Xylopia involucrata nu are subspecii cunoscute.